# Os Gêmeos
Os Gêmeos (en français « les jumeaux ») sont deux graffeurs frères jumeaux (nés en 1974) originaire de São Paulo au Brésil. Otavio et Gustavo Pandolfo ont commencé à peindre des graffitis en 1987 et donnent rapidement une influence majeure à la scène brésilienne. Les œuvres de Os Gêmeos comportent souvent des graffitis représentant des personnages à la peau jaune mais peuvent se diversifier du tag à la peinture murale complexe en passant par la sculpture ou la photographie. Les sujets abordés dans leurs œuvres vont de la représentation de la famille moyenne à la situation sociale et politique de São Paulo, ainsi que du folklore brésilien. Leur style de graffiti a été influencée à la fois par le hip-hop et la culture brésilienne.

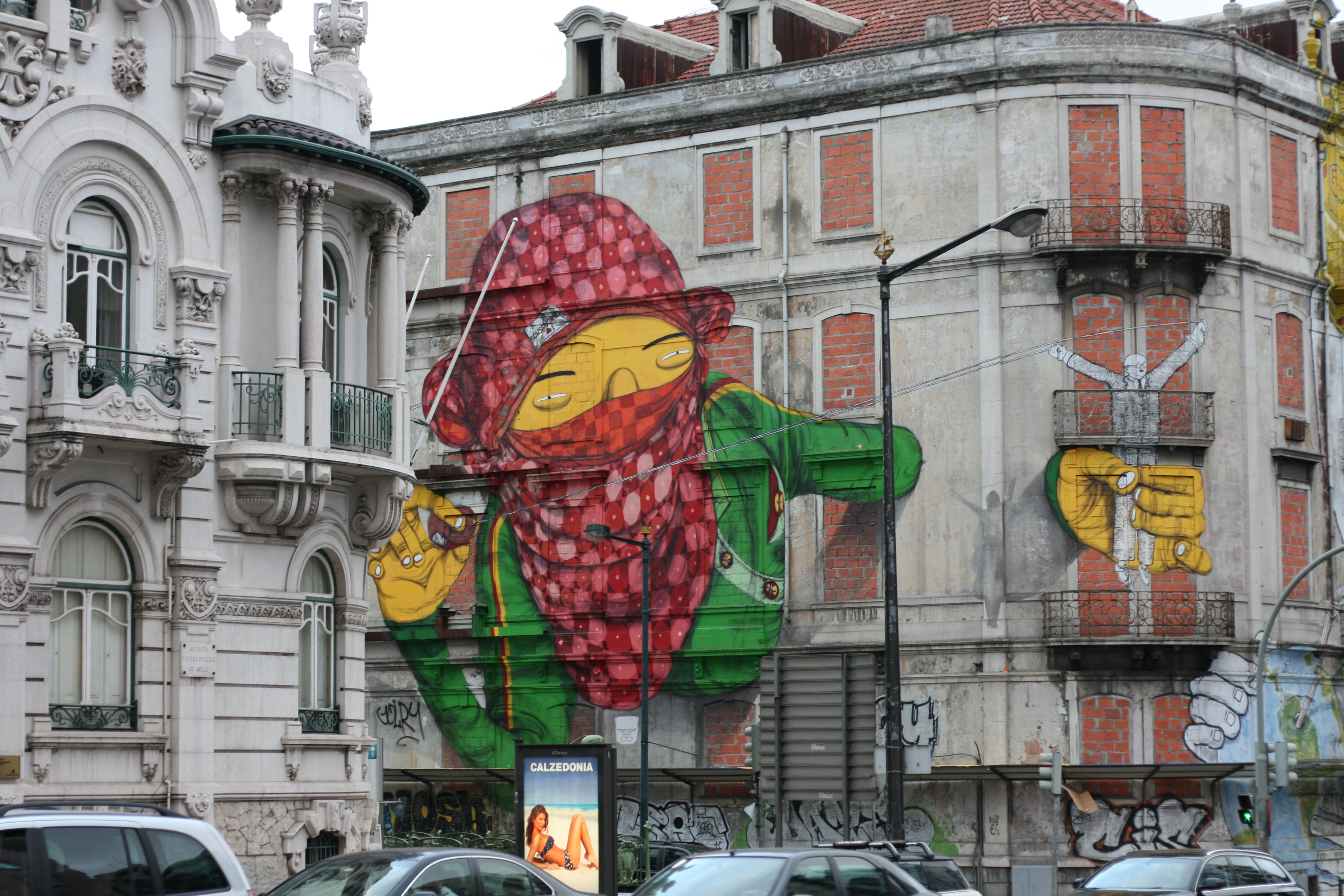
Lisbonne au Portugal

Les deux graffeurs ont réalisé les dessins sur la carlingue et les jantes du Boeing 737-800 de la compagnie aérienne Gol utilisé pour le déplacement de la Seleção, l’équipe brésilienne de football, l'intérieur de l'aéronef restant classique. 
La réalisation de ce projet s'est déroulée dans un hangar de l'aéroport de Confins à Belo Horizonte et a nécessité une quinzaine de jours de travail et 1200 boîtes de peinture spéciale en aérosol. Les deux graffeurs ont coopéré avec les ingénieurs de la Gol pour des questions techniques, spécialement sur la meilleure adhésion possible de la peinture sur la  carlingue. Ils ont d’abord rayé l’ancienne peinture, appliqué le spray, puis ils ont passé un vernis de protection contre les rayons UVA et UVB. Les ailes n’ont pas été peintes pour des raisons de sécurité car il est plus facile de détecter les problèmes sur du gris. 
Les dessins représentent des visages ronds et jaunes,  expressifs, métissés et iconoclastes reflétant le brassage culturel brésilien avec ses racines indiennes, africaines et européennes. Sur le site UOL Esporte, Otavio précise que l'objectif est que le public puisse s'identifier à ces personnages : "Tout le monde a déjà eu envie de marcher sur les nuages. Et ceci n'est possible qu'avec un avion sur lequel sont peints des visages". Les deux turbines représentent un personnage allongé.  Cette peinture fait écho à celle de Tarsila do Amaral, Trabalhadores, une peinture fondatrice du mouvement Modernisme brésilien dans les années 1920 . Cette artiste avec Anita Malfati a joué un rôle prépondérant dans la modernisation de l'art pictural brésilien. Elles ont exposé des œuvres révolutionnaires au début du XXe siècle en brisant les carcans exigés par l'Académie impériale des Beaux-Arts de Rio créée en 1826 qui imposait un académisme européen suranné. 
Les deux artistes expliquent que l'enjeu pour eux était de faire voler les passagers dans une œuvre d'art et de briser la routine des voyages dans des avions classiques.  
Ces dessins sont censés décorer durant deux ans l'avion. Le premier vol commercial  du Boeing a eu lieu entre Belo Horizonte et Sao Paulo le mardi 27 mai 2014. En effet, quand l'avion ne sera pas utilisé par les Auriverde, il sera incorporé au reste de la flotte pour effectuer les vols prévus par la compagnie. 

## Les influences

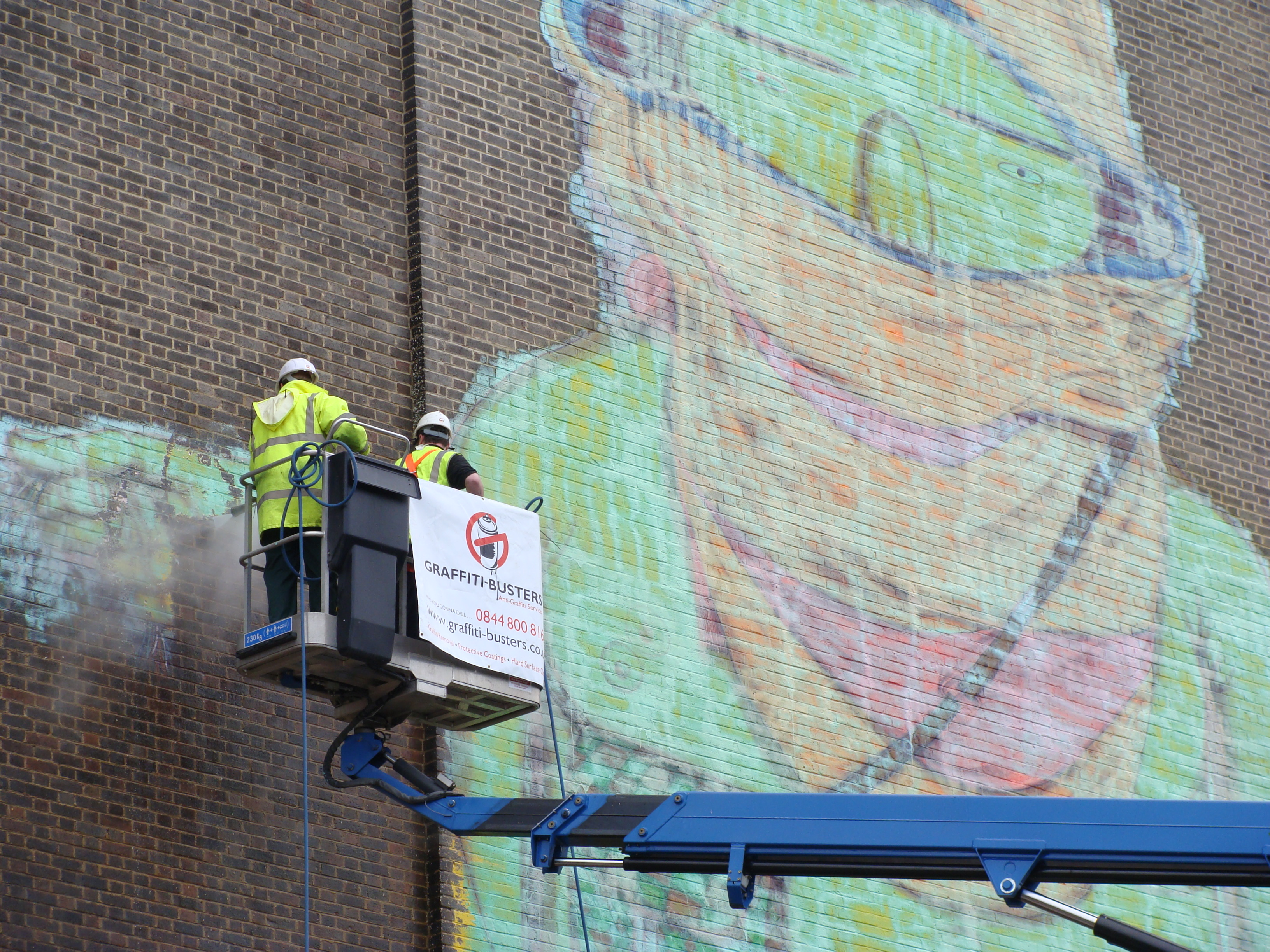
L'exposition de la Tate Modern sur le Street Art en 2008 se termine avec l'effacement des graffitis.

La culture hip-hop explose à la fin des années quatre-vingt au brésil et touche un grand nombre d'adolescents de l'époque. Les jumeaux en font partie en se consacrant au breakdance avant de s'impliquer dans le graffiti. Leurs premiers pas dans le monde du graffiti consistent à imiter le style nord-américain, en particulier celui de New York. Quelques années plus tard, ils commencent à mettre consciemment des éléments et influences culturelles brésiliennes dans leurs graffitis. 
Leur première influence artistique importante en dehors de leur environnement immédiat et de leur accès limité aux hip hop américain (Style Wars, Subway Art, Beat Street), découle d'une rencontre fortuite avec Barry McGee (également connu sous le pseudonyme de Twist), qui se trouvait au Brésil depuis plusieurs mois dans le cadre d'un programme d'étude avec le San Francisco Art Institute en 1993. Ils partagent alors leurs expériences et techniques  et McGee leur fourni des photographies de la scène graffiti américaine. 